# Presente do Mar
Presente do Mar é um livro de Anne Morrow Lindbergh publicado pela primeira vez em 1955.
Durante as férias na Ilha Captiva, na Flórida, no início da década de 50, Lindbergh escreveu a obra em ensaios usando conchas na praia para se inspirar e refletir sobre a vida dos americanos, especialmente das mulheres americanas, em meados do século XX. Ela compartilha suas meditações sobre juventude e velhice, amor e casamento, paz, solidão e contentamento durante sua viagem.

## Temática
Frequentemente, classificado como literatura inspiradora, o livro retrata muitos dos temas desse gênero de literatura popular: simplicidade, solidão e cuidado com a alma. Neste clássico inimitável e amado — gracioso, lúcido e lírico — Anne Morrow Lindbergh compartilha suas meditações sobre juventude e velhice; amor e casamento; paz, solidão e contentamento enquanto as registra durante umas breves férias à beira-mar na Flórida. Inspirando-se nas conchas da praia, as reflexões de Lindbergh sobre o formato da vida de uma mulher trazem uma nova compreensão em qualquer fase da vida. Mãe de cinco filhos, escritora aclamada e aviadora pioneira, Lindbergh lança um olhar nada sentimental sobre as armadilhas da modernidade que ameaçam nos sobrecarregar: os dispositivos que economizam tempo, mas complicam nossa vida em vez de simplificar e os múltiplos compromissos que nos afastam de nossas famílias. E ao registrar seus pensamentos durante uma breve fuga das demandas cotidianas, ela ajuda os leitores a encontrar um espaço para contemplação e criatividade em suas próprias vidas.

## Recepção
Gift from the Sea vendeu mais de 3 milhões de cópias e foi traduzido para 45 idiomas. De acordo com a Publishers Weekly, o livro foi o best-seller de não-ficção nos Estados Unidos em 1955. Em seu quinquagésimo aniversário ganhou uma edição comemorativa, com introdução escrita por sua filha Reeve. 